# Edward Clarke
Edward Clarke (Lyndhurst, 1º novembre 1820 – La Spezia, 21 ottobre 1912) è stato un pastore protestante britannico, fu missionario battista in Italia, dove fondò The Spezia Mission for Italy and the Levant. Si dedicò ad opere caritatevoli ed educative, fondando a La Spezia alcune scuole e un orfanotrofio. Il 12 novembre 2016 il comune di La Spezia gli ha intitolato una via.

## Biografia
Edward Clarke nacque a Lyndhurst, in Inghilterra, nel 1820. Figlio di Thomas Clarke, un pastore battista, decise egli stesso di intraprendere la carriera religiosa già all'età di sedici anni, dopo essere stato mandato dai suoi genitori prima a Brideport, per seguire un apprendistato commerciale, e in seguito a Bedford per lavorare presso un'azienda di spedizioni. Completò gli studi nel 1850 e seguì il pastorato presso la chiesa battista di Twerton.
Nel 1862 decise di mettersi a disposizione del pastore battista John Berg e di dedicarsi all'evangelizzazione del neonato Regno d'Italia. Nel giugno del 1863, insieme al pastore Wall, partì alla volta della penisola italiana, per fare un giro esplorativo e verificare le effettive possibilità di predicare la fede battista. Durante questo primo viaggio i due pastori visitarono diverse città del nord Italia e incontrarono alcuni protestanti già ivi residenti da tempo. Vagliate le buone possibilità per la loro attività di predicazione Clarke e Wall tornarono in Inghilterra dove si diedero da fare per raccogliere fondi che gli consentissero di intraprendere la loro missione e, una volta raccolta una somma sufficiente, nel 1866 partirono nuovamente alla volta dell'Italia. Accompagnati da Anna Amelia, sorella di Clarke, e da Anna Smith, una bible women della chiesa di Twerton, I quattro sbarcarono prima  a Livorno e successivamente proseguirono per La Spezia, dove si stabilirono.. La scelta di Clarke ricadde sulla città ligure  poiché essa era in rapida e vivace trasformazione grazie ai lavori di sviluppo e di ampliamento dell'arsenale militare. Nell'ottobre di quello stesso anno aprirono un luogo di culto e perciò il 1866 viene anche indicato come l'anno di nascita della prima chiesa battista in Italia.
Una volta a La Spezia Clarke lavorò alacremente al suo progetto, trovando in Giambattista Dassio, un italiano convertito da tempo al protestantesimo, un validissimo supporto che lo portò in pochi anni a pensare di poter dare alla sua missione un carattere di stabilità tramite l'acquisto di un edificio da destinare sia al culto che ad attività ludiche ed educative. Nel 1870, grazie alla raccolta di ulteriori fondi provenienti dall'Inghilterra, Edward Clarke acquistò un edificio che venne inaugurato ufficialmente domenica 25 ottobre 1874 con il nome di “Casa Alberto”,. ma che veniva usato regolarmente già poco tempo dopo l'acquisto. L'edificio comprendeva oltre al luogo di culto anche alcune aule scolastiche, una sala di lettura per i marinai, la casa del pastore e altri appartamenti da affittare agli insegnanti allo scopo di contribuire alle spese sostenute per l'acquisto e la ristrutturazione dell'edificio stesso.

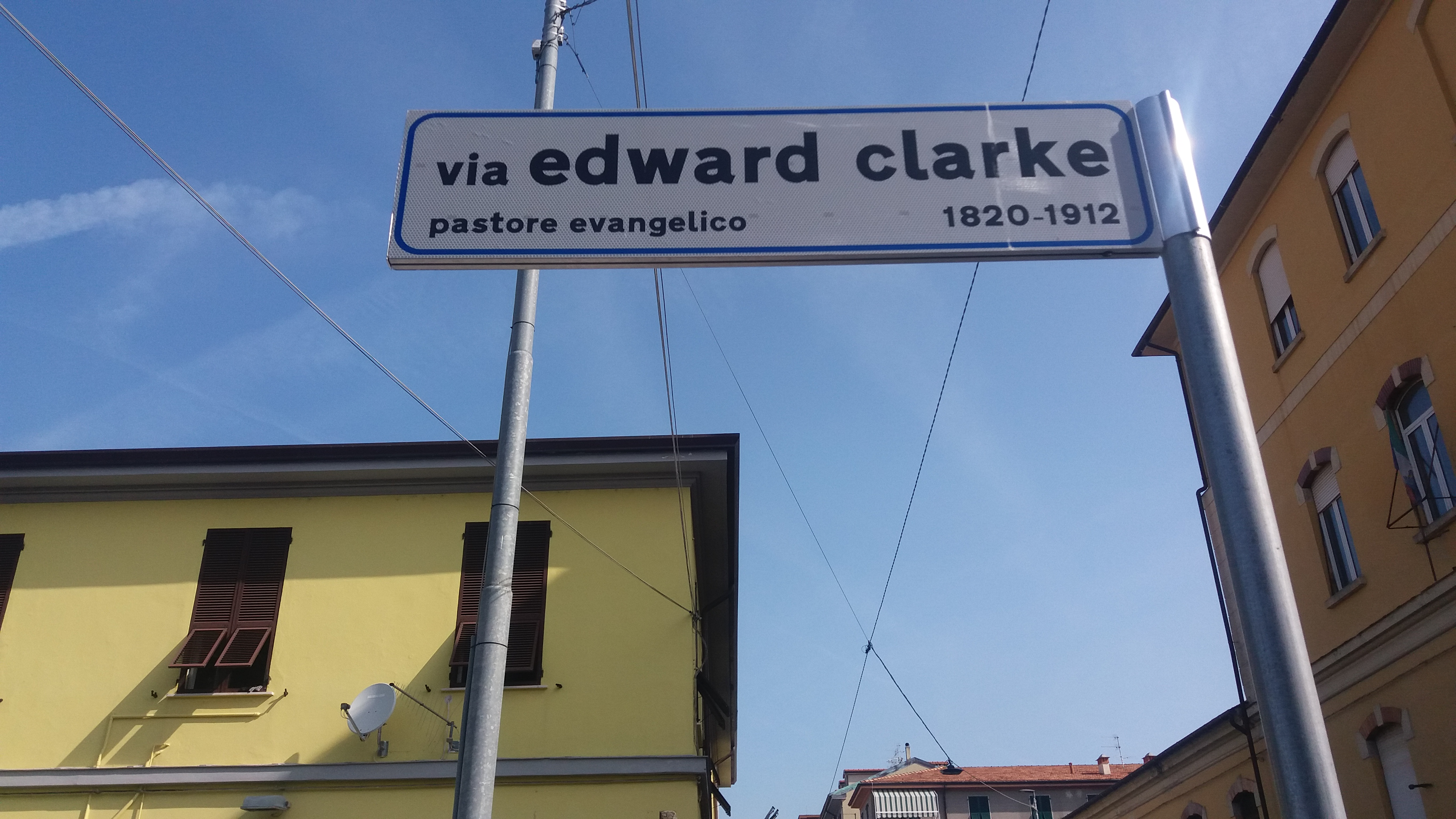
Via dedicata a Edward Clarke a La Spezia

Nel 1884 La Spezia venne colpita da un'epidemia di colera e Clarke e molti degli insegnanti della scuola si diedero da fare per aiutare la popolazione e i tanti bambini rimasti orfani, così, il 22 agosto del 1886 venne fondato a Marola l'orfanotrofio.
Nel 1893 Clarke incontrò Umberto I di Savoia il quale si complimentò con lui per l'eccellente lavoro che stava svolgendo nella città di La Spezia e in alcuni paesi della provincia, ricevendo anche un attestato di benemerenza.
Nel 1926 aprì “la casa della buona novella”, in via Milano, che oggi, dopo la distruzione in seguito ai bombardamenti di “Casa Alberto”, rimane l'edificio di culto principale dei battisti di La Spezia.
Morì nella città ligure il 21 ottobre 1912, mentre dormiva nel suo letto. Il funerale ebbe luogo il giorno 23 presso i locali di Casa Alberto.
Le scuole fondate da Clarke hanno offerto istruzione gratuita a tanti bambini spezzini dei ceti più disagiati e anche un corso serale per gli adulti analfabeti. Vennero chiuse dal regime fascista nel 1935.
Il 12 novembre del 2016 il comune di La Spezia, alla presenza del sindaco Manfredini ha intitolato ad Edward Clarke una via, riconoscendone l'alto valore di benefattore e di educatore.